# アクア (企業)
アクア株式会社は、中国のハイアールグループ傘下の日本の電機メーカー。業務用の洗濯・乾燥機（コインランドリー）及び家庭用の冷蔵庫・洗濯機を中心として、日本・ベトナム・フィリピン・マレーシア・インドネシア・タイのアジア6か国でマーケティング、製品の企画開発・製造・販売を行う統括会社である。

## 概説

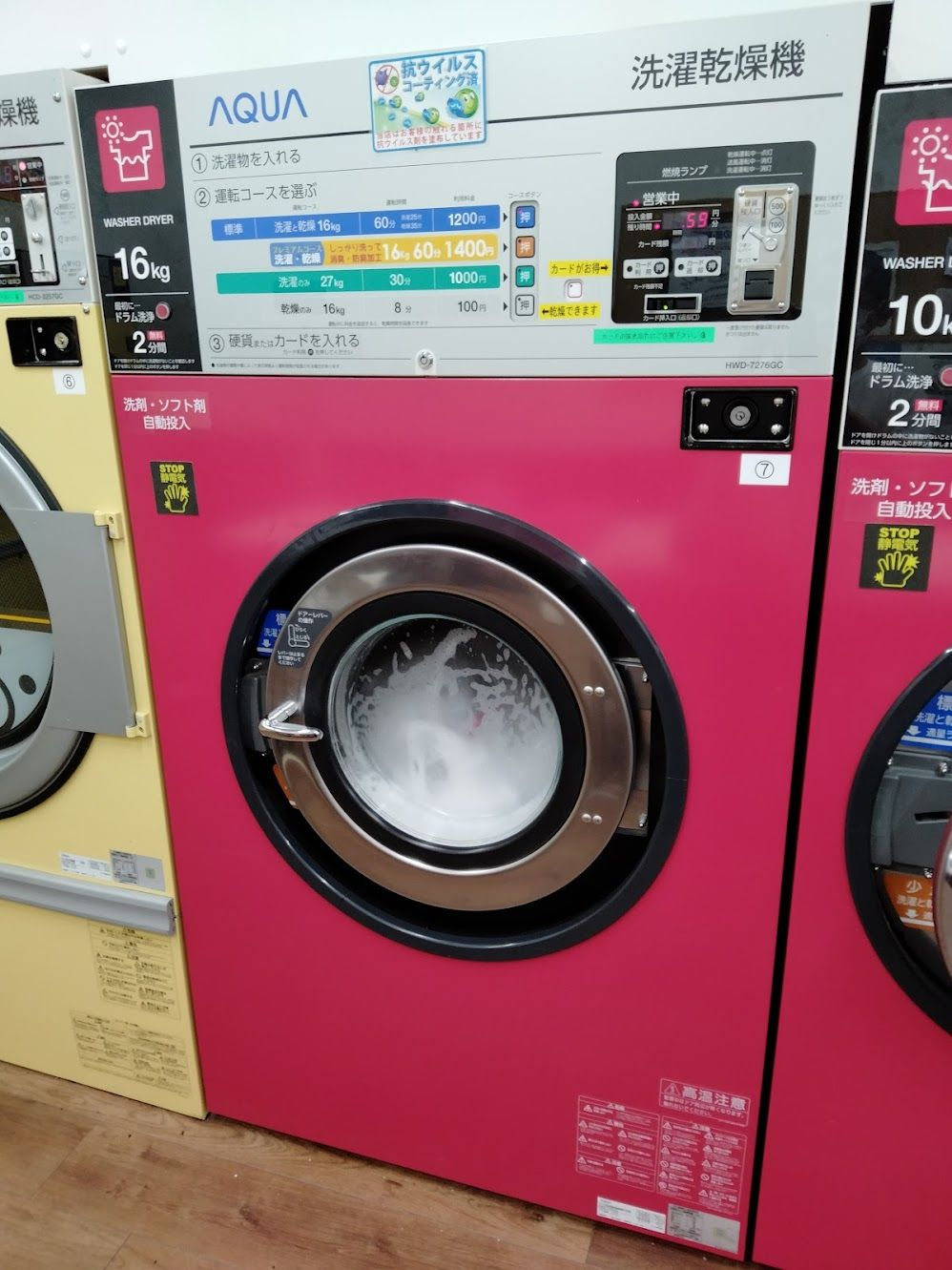
AQUAは日本の業務用洗濯乾燥機の最大手で、約7割（2022年時点）のシェアを占める

かつて日本の大手電機・家電メーカーの一つであった三洋電機の白物家電部門（旧・東京三洋電機、1959年設立）を源流とする。三洋電機グループは2009年（平成21年）にパナソニックグループの傘下となったが、三洋電機グループの解体に伴って白物家電部門のグループ会社9社が2011年（平成23年）に中国ハイアールグループに売却され、その中核である洗濯機部門と冷蔵庫部門の2社が2016年（平成28年）に統合して現在の社名に変更した。
中国の大手総合家電メーカーとして白物家電も手掛けている親会社のハイアールとは別の会社として、旧三洋電機のドラム式全自動洗濯機「AQUA」のブランド名を社名に用い、三洋電機から継承した洗濯機事業と冷蔵庫事業を中心とする白物家電事業を、日本国内市場とASEAN各国で展開している。
コインランドリーなどで使われる業務用洗濯機では、三洋アクア時代から日本で長らくトップシェアを占めており、2018年（平成30年）時点では約7割のシェアを持つ。
「旧・三洋電機東京製作所（旧・東京三洋電機）」の機能を継承したハイアールアジアR&D（埼玉県熊谷市）に開発本部を置き、またハイアール傘下で新たに設立されたR&D京都（京都府京都市）で洗濯機を開発している。なお、群馬県邑楽郡大泉町にあった、三洋電機東京製作所の敷地はパナソニックの空調冷熱ソリューションズ事業部およびコールドチェーン事業部が継承した。
ハイアールから派遣された杜鏡国が2012年より社長を務めている。2014年には日本人の「プロ経営者」に社長が移譲されたが、経営方針をめぐって旧三洋の社員が次々と辞める事態となり、その評判が中国本社にも伝わって2016年に社長の契約更新を見送られ、杜が社長に復帰した。中国には「飲み会」の風習はないが、杜社長が自ら日本人社員と「飲み会」を行うなど、親睦を深めている。
洗濯機の製造は、半世紀にわたって三洋電機の洗濯機の製造を担当していた湖南電機（三洋電機グループの一つとしてハイアールに売却された2011年当時は滋賀県草津市に所在→2019年に甲賀市に移転）が引き続いて担当しており、中国メーカーの傘下となった後も日本国内で洗濯機を製造している。特に湖南電機本社工場（滋賀県甲賀市）はハイアールグループの日本随一の生産拠点となっており、湖南電機本社工場の製造分だけで業務用洗濯機の国内シェアの約4割を占める。

### 設立の経緯
2012年1月に、三洋電機の冷蔵庫事業を担うハイアール三洋エレクトリック株式会社と洗濯機事業を担う三洋アクア株式会社の事業を、それぞれ「冷蔵庫R&Dセンター」「洗濯機R&Dセンター」とした。「ハイアール三洋エレクトリック株式会社」は「ハイアールアジアインターナショナル株式会社」に、「三洋アクア株式会社」が「ハイアールアクアセールス株式会社」(HAS) に商号変更した。
2014年10月1日に、ハイアールアジアインターナショナル株式会社は会社分割し、調査研究と企画開発事業はハイアールアクアセールス株式会社の子会社であるハイアールアジアR&D株式会社が承継し、分割後のハイアールアジアインターナショナル株式会社はハイアールアクアセールス株式会社が吸収合併した。
2015年1月5日に、本店を大阪府大阪市淀川区宮原三丁目5番36号の大阪本店から東京都千代田区にある東京本店へ移転した。
2015年3月19日に、「冷蔵庫R&Dセンター」を中心に、ハイアールグループで最大規模の「ハイアールアジアR&D」を埼玉県熊谷市に新設した。なお、洗濯機事業については2012年に設立した京都拠点を中心に展開している。
2016年1月11日に、商号を現在の「アクア株式会社」に変更した。以後はAQUAブランドの製品のみを取り扱い、Haierブランドの製品はハイアールジャパンセールスが取り扱う。
2017年12月4日に、東京本社（東京都千代田区）と東日本営業所（東京都板橋区）を統合・移転し、新東京本社を東京都中央区日本橋堀留町とした。
2024年12月17日には、「ハイアールグループグローバル戦略・ハイアール日本市場ブランディング発表会」を開催し、ハイアール、アクア両ブランドのブランドメッセージを刷新、今後複数のパートナー企業と連携し、有機的に繋がり成長していく「エコシステムブランド」への変革へと挑戦していくことを表明した。

### 日本国内グループ会社
- ハイアールジャパンセールス株式会社。日本市場における、ハイアール商品のマーケティング・企画開発・輸入販売とアクア・ハイアール両ブランドのアフターサービス事業を行う。
- ハイアールアジアR&D株式会社(熊谷、京都)

## CM
- 2012年2月16日、小泉今日子をイメージキャラクターとした[14]、企業CM『AQUAデビュー』を公開した。
- 2021年4月24日、長谷川博己をアンバサダーとし、新たなブランドメッセージ「あたらしい思いやりのカタチ。」[15]を訴求した新CMを公開した。
- 2024年11月21日、プロスケーターの羽生結弦のハイアールブランド含めたWブランドでのアンバサダー就任を発表[16]、後の12月17日に開催した「ハイアールグループグローバル戦略・ハイアール日本市場ブランディング発表会」[13]にて新たなブランドメッセージ「創新」を訴求した新CMを公開した[17]。